# Caro, Pyrénées-Atlantiques
Caro là một xã thuộc tỉnh Pyrénées-Atlantiques, thuộc vùng Nouvelle-Aquitaine, tây nam nước Pháp.